# Giulia Pierucci
Giulia Pierucci (Castelletto Ticino, 14 giugno 1996) è una judoka italiana.

## Palmarès
- Universiade

Taipei 2017: bronzo nella categoria -52kg.
- Campionati italiani:

Torino 2015: bronzo nei -52kg;
Parma 2016: bronzo nei -52kg;
Ostia 2017: argento nei -52kg;